# Mistrzostwa Europy w Piłce Ręcznej Kobiet 2010 (eliminacje)
Kwalifikacje do Mistrzostw Europy w Piłce Ręcznej Kobiet 2010 miały na celu wyłonienie żeńskich reprezentacji narodowych w piłce ręcznej, które wystąpiły w finałach tego turnieju.

## Informacje ogólne
Turniej finałowy organizowanych przez EHF mistrzostw Europy odbył się w Danii i Norwegii w grudniu 2010 roku i wzięło w nim udział szesnaście drużyn. Początkowo chęć udziału w mistrzostwach, prócz już zakwalifikowanych gospodarzy – Norweżek (dodatkowo mistrz Europy z 2008) i Dunek – zgłosiło trzydzieści narodowych reprezentacji. Po wycofaniu się Bułgarii do eliminacji przystąpiło jednak dwadzieścia dziewięć drużyn, które walczyły o pozostałe czternaście miejsc.

## Zakwalifikowane zespoły
| Kraj       | Strefa kwalifikacyjna | Mistrzostwa 2008 |
| ---------- | --------------------- | ---------------- |
| Norwegia   | Gospodarz             | Mistrzostwo      |
| Dania      | Gospodarz             | 11. miejsce      |
| Ukraina    | 1. miejsce w grupie 1 | 10. miejsce      |
| Rumunia    | 2. miejsce w grupie 1 | 5. miejsce       |
| Węgry      | 1. miejsce w grupie 2 | 8. miejsce       |
| Szwecja    | 2. miejsce w grupie 2 | 9. miejsce       |
| Francja    | 1. miejsce w grupie 3 | 14. miejsce      |
| Islandia   | 2. miejsce w grupie 3 | –                |
| Niemcy     | 1. miejsce w grupie 4 | 4. miejsce       |
| Słowenia   | 2. miejsce w grupie 4 | –                |
| Hiszpania  | 1. miejsce w grupie 5 | 2. miejsce       |
| Serbia     | 2. miejsce w grupie 5 | 13. miejsce      |
| Czarnogóra | 1. miejsce w grupie 6 | –                |
| Rosja      | 2. miejsce w grupie 6 | 3. miejsce       |
| Chorwacja  | 1. miejsce w grupie 7 | 6. miejsce       |
| Holandia   | 2. miejsce w grupie 7 | –                |

## Faza 1
Dwa najniżej sklasyfikowane zespoły – Wielka Brytania i Finlandia – spotkały się w fazie preeliminacyjnej w walce o miejsce premiowane awansem do grupy 3 głównego turnieju eliminacyjnego. Dwumecz odbył się w dniach 23 i 26 września 2009 roku i w obu meczach zwyciężyły zawodniczki z Wysp Brytyjskich, po raz pierwszy awansując do turnieju eliminacyjnego.
| 23 września 200919:00 | Finlandia | 14:17(7:9) | Wielka Brytania | Helsinki Widzów: 500 Sędzia: Rakytina, Tkachuk |
| 23 września 200919:00 |           | 14:17(7:9) |                 | Helsinki Widzów: 500 Sędzia: Rakytina, Tkachuk |

| 26 września 200918:00 | Wielka Brytania | 24:23(13:8) | Finlandia | Echo Arena, Liverpool Widzów: 2000 Sędzia: van Dijk, Wijtenburg |
| 26 września 200918:00 |                 | 24:23(13:8) |           | Echo Arena, Liverpool Widzów: 2000 Sędzia: van Dijk, Wijtenburg |

## Faza 2
W drugiej fazie odbył się właściwy turniej eliminacyjny z udziałem 28 reprezentacji podzielonych na siedem grup po cztery zespoły. Zwycięzcy grup oraz drużyny z drugiego miejsca uzyskały awans do turnieju finałowego Mistrzostw Europy. Mecze odbywały się w sześciu terminach:
- Rundy 1 i 2: 14–18 października 2009
- Rundy 3 i 4: 31 marca – 4 kwietnia 2010
- Rundy 5 i 6: 26–30 maja 2010

Losowanie grup odbyło się w siedzibie EHF w Wiedniu 24 marca 2009 roku. Przed losowaniem drużyny zostały podzielone na cztery koszyki według rankingu EHF obejmującego wyniki turniejów z trzech poprzednich lat – ME 2006, MŚ 2007 i ME 2008.
| Koszyk 1  |
| --------- |
| Rosja     |
| Niemcy    |
| Hiszpania |
| Węgry     |
| Francja   |
| Chorwacja |
| Rumunia   |

| Koszyk 2           |
| ------------------ |
| Szwecja            |
| Macedonia Północna |
| Polska             |
| Ukraina            |
| Austria            |
| Serbia             |
| Białoruś           |

| Koszyk 3   |
| ---------- |
| Holandia   |
| Słowenia   |
| Portugalia |
| Turcja     |
| Słowacja   |
| Czechy     |
| Islandia   |

| Koszyk 4          |
| ----------------- |
| Litwa             |
| Włochy            |
| Czarnogóra        |
| Szwajcaria        |
| Azerbejdżan       |
| Grecja            |
| Drużyna z 1. fazy |

W wyniku losowania wyłonionych zostało siedem grup.
| Grupa 1    | Grupa 2     | Grupa 3                           | Grupa 4  | Grupa 5   | Grupa 6    | Grupa 7            |
| ---------- | ----------- | --------------------------------- | -------- | --------- | ---------- | ------------------ |
| Rumunia    | Węgry       | Francja                           | Niemcy   | Hiszpania | Rosja      | Chorwacja          |
| Ukraina    | Szwecja     | Austria                           | Białoruś | Serbia    | Polska     | Macedonia Północna |
| Portugalia | Czechy      | Islandia                          | Słowenia | Turcja    | Słowacja   | Holandia           |
| Szwajcaria | Azerbejdżan | Wielka Brytania Drużyna z 1. fazy | Włochy   | Grecja    | Czarnogóra | Litwa              |

### Grupa 1
| 14 października 200918:00 | Ukraina | 33:20(19:6) | Szwajcaria | Palace of Sports „Yunost”, Zaporoże Widzów: 1000 Sędzia: Mitrunen, Sundell |
| 14 października 200918:00 |         | 33:20(19:6) |            | Palace of Sports „Yunost”, Zaporoże Widzów: 1000 Sędzia: Mitrunen, Sundell |

| 14 października 200919:00 | Rumunia | 37:23(19:8) | Portugalia | Sala Polivalentă „Radu Voina”, Sighișoara Widzów: 1100 Sędzia: Aliyev, Aghakishiyev |
| 14 października 200919:00 |         | 37:23(19:8) |            | Sala Polivalentă „Radu Voina”, Sighișoara Widzów: 1100 Sędzia: Aliyev, Aghakishiyev |

| 17 października 200915:45 | Szwajcaria | 18:39(7:20) | Rumunia | Zürich Saalsporthalle, Zurych Widzów: 700 Sędzia: C. Bonaventura, J. Bonaventura |
| 17 października 200915:45 |            | 18:39(7:20) |         | Zürich Saalsporthalle, Zurych Widzów: 700 Sędzia: C. Bonaventura, J. Bonaventura |

| 17 października 200917:15 | Portugalia | 31:36(16:18) | Ukraina | Pavilhão Municipal, Lagos Widzów: 800 Sędzia: Krstić, Ljubič |
| 17 października 200917:15 |            | 31:36(16:18) |         | Pavilhão Municipal, Lagos Widzów: 800 Sędzia: Krstić, Ljubič |

| 31 marca 201018:00 | Ukraina | 27:27(18:14) | Rumunia | Palace of Sports „Yunost”, Zaporoże Widzów: 1700 Sędzia: Bonifert, Oláh |
| 31 marca 201018:00 |         | 27:27(18:14) |         | Palace of Sports „Yunost”, Zaporoże Widzów: 1700 Sędzia: Bonifert, Oláh |

| 31 marca 201020:00 | Szwajcaria | 28:25(14:14) | Portugalia | Sporthalle Tägerhard, Wettingen Widzów: 800 Sędzia: Jurinović, Mrvica |
| 31 marca 201020:00 |            | 28:25(14:14) |            | Sporthalle Tägerhard, Wettingen Widzów: 800 Sędzia: Jurinović, Mrvica |

| 3 kwietnia 201012:00 | Rumunia | 35:36(17:15) | Ukraina | Sala Sporturilor Romeo Iamandi, Buzău Widzów: 1800 Sędzia: Nikolov, Nachevski |
| 3 kwietnia 201012:00 |         | 35:36(17:15) |         | Sala Sporturilor Romeo Iamandi, Buzău Widzów: 1800 Sędzia: Nikolov, Nachevski |

| 3 kwietnia 201017:00 | Portugalia | 17:27(12:13) | Szwajcaria | Pavilhão Municipal, Moimenta da Beira Widzów: 1100 Sędzia: Di Domenico, Fornasier |
| 3 kwietnia 201017:00 |            | 17:27(12:13) |            | Pavilhão Municipal, Moimenta da Beira Widzów: 1100 Sędzia: Di Domenico, Fornasier |

| 26 maja 201019:00 | Portugalia | 23:44(12:20) | Rumunia | Leiria Sędzia: Evers, Kums |
| 26 maja 201019:00 |            | 23:44(12:20) |         | Leiria Sędzia: Evers, Kums |

| 26 maja 201020:00 | Szwajcaria | 24:33(14:14) | Ukraina | Halle Mittelholz, Herzogenbuchsee Sędzia: Chaskis, Tsakonas |
| 26 maja 201020:00 |            | 24:33(14:14) |         | Halle Mittelholz, Herzogenbuchsee Sędzia: Chaskis, Tsakonas |

| 29 maja 201011:00 | Rumunia | 37:26(18:11) | Szwajcaria | Sala Sporturilor, Târgu Mureș Widzów: 2000 Sędzia: Constantinou, Mouttas |
| 29 maja 201011:00 |         | 37:26(18:11) |            | Sala Sporturilor, Târgu Mureș Widzów: 2000 Sędzia: Constantinou, Mouttas |

| 30 maja 201017:00 | Ukraina | 32:23(17:11) | Portugalia | Palace of Sports „Yunost”, Zaporoże Widzów: 1500 Sędzia: Erdoğan, Özdeniz |
| 30 maja 201017:00 |         | 32:23(17:11) |            | Palace of Sports „Yunost”, Zaporoże Widzów: 1500 Sędzia: Erdoğan, Özdeniz |

### Grupa 2
| 15 października 200919:00 | Węgry | 24:20(13:9) | Czechy | Messzi István Sportcsarnok, Kecskemét Widzów: 1800 Sędzia: Gubica, Milošević |
| 15 października 200919:00 |       | 24:20(13:9) |        | Messzi István Sportcsarnok, Kecskemét Widzów: 1800 Sędzia: Gubica, Milošević |

| 15 października 200919:00 | Szwecja | 31:11(13:6) | Azerbejdżan | Arena Skövde, Skövde Widzów: 1400 Sędzia: Čerņavskis, Bogdanovs |
| 15 października 200919:00 |         | 31:11(13:6) |             | Arena Skövde, Skövde Widzów: 1400 Sędzia: Čerņavskis, Bogdanovs |

| 18 października 200915:30 | Czechy | 21:28(9:12) | Szwecja | Víceúčelová hala, Zubří Widzów: 1000 Sędzia: Mishchuk, Rozhkov |
| 18 października 200915:30 |        | 21:28(9:12) |         | Víceúčelová hala, Zubří Widzów: 1000 Sędzia: Mishchuk, Rozhkov |

| 18 października 200917:00 | Azerbejdżan | 15:31(6:16) | Węgry | ABU Arena, Baku Widzów: 900 Sędzia: Mažeika, Gatelis |
| 18 października 200917:00 |             | 15:31(6:16) |       | ABU Arena, Baku Widzów: 900 Sędzia: Mažeika, Gatelis |

| 31 marca 201017:00 | Azerbejdżan | 19:26(8:10) | Czechy | ABU Arena, Baku Widzów: 600 Sędzia: Katsikis, Michailidis |
| 31 marca 201017:00 |             | 19:26(8:10) |        | ABU Arena, Baku Widzów: 600 Sędzia: Katsikis, Michailidis |

| 1 kwietnia 201019:15 | Szwecja | 26:27(12:15) | Węgry | FFS Arena, Lund Widzów: 1600 Sędzia: Stark, Ștefan |
| 1 kwietnia 201019:15 |         | 26:27(12:15) |       | FFS Arena, Lund Widzów: 1600 Sędzia: Stark, Ștefan |

| 4 kwietnia 201012:35 | Węgry | 26:24(16:10) | Szwecja | Városi Sportcsarnok, Békéscsaba Widzów: 2200 Sędzia: Pandžić, Mošorinski |
| 4 kwietnia 201012:35 |       | 26:24(16:10) |         | Városi Sportcsarnok, Békéscsaba Widzów: 2200 Sędzia: Pandžić, Mošorinski |

| 4 kwietnia 201014:45 | Czechy | 37:25(19:11) | Azerbejdżan | Městská sportovní hala Vodova, Brno Widzów: 600 Sędzia: Nikolovski, Kolevski |
| 4 kwietnia 201014:45 |        | 37:25(19:11) |             | Městská sportovní hala Vodova, Brno Widzów: 600 Sędzia: Nikolovski, Kolevski |

| 26 maja 201017:00 | Azerbejdżan | 18:27(9:14) | Szwecja | ABU Arena, Baku Widzów: 400 Sędzia: Markovska, Vutov |
| 26 maja 201017:00 |             | 18:27(9:14) |         | ABU Arena, Baku Widzów: 400 Sędzia: Markovska, Vutov |

| 26 maja 201018:00 | Czechy | 23:31(13:17) | Węgry | Sportovní hala města Plzně, Pilzno Widzów: 600 Sędzia: Brehmer, Skowronek |
| 26 maja 201018:00 |        | 23:31(13:17) |       | Sportovní hala města Plzně, Pilzno Widzów: 600 Sędzia: Brehmer, Skowronek |

| 30 maja 201011:40 | Węgry | 35:26(19:12) | Azerbejdżan | Nyíregyháza Widzów: 1500 Sędzia: Mitrunen, Sundell |
| 30 maja 201011:40 |       | 35:26(19:12) |             | Nyíregyháza Widzów: 1500 Sędzia: Mitrunen, Sundell |

| 30 maja 201017:30 | Szwecja | 31:25(17:10) | Czechy | Arena Skövde, Skövde Widzów: 1500 Sędzia: Repenšek, Požežnik |
| 30 maja 201017:30 |         | 31:25(17:10) |        | Arena Skövde, Skövde Widzów: 1500 Sędzia: Repenšek, Požežnik |

### Grupa 3
| 14 października 200919:30 | Francja | 32:23(16:12) | Islandia | Palais des sports, Besançon Widzów: 3000 Sędzia: Harabagiu, Stănescu |
| 14 października 200919:30 |         | 32:23(16:12) |          | Palais des sports, Besançon Widzów: 3000 Sędzia: Harabagiu, Stănescu |

| 14 października 200920:00 | Austria | 30:20(18:12) | Wielka Brytania | Ballspielhalle Feldkirchen, Feldkirchen Widzów: 500 Sędzia: Florescu, Duţă |
| 14 października 200920:00 |         | 30:20(18:12) |                 | Ballspielhalle Feldkirchen, Feldkirchen Widzów: 500 Sędzia: Florescu, Duţă |

| 17 października 200917:00 | Wielka Brytania | 16:42(9:18) | Francja | Crystal Palace National Sport Centre, Londyn Widzów: 700 Sędzia: Samuelsen, Hansen |
| 17 października 200917:00 |                 | 16:42(9:18) |         | Crystal Palace National Sport Centre, Londyn Widzów: 700 Sędzia: Samuelsen, Hansen |

| 18 października 200916:00 | Islandia | 29:25(19:10) | Austria | Vodafonevöllur, Reykjavík Widzów: 800 Sędzia: Arntsen, Gullaksen |
| 18 października 200916:00 |          | 29:25(19:10) |         | Vodafonevöllur, Reykjavík Widzów: 800 Sędzia: Arntsen, Gullaksen |

| 31 marca 201019:00 | Wielka Brytania | 16:27(7:15) | Islandia | Crystal Palace National Sport Centre, Londyn Widzów: 500 Sędzia: Evers, Kums |
| 31 marca 201019:00 |                 | 16:27(7:15) |          | Crystal Palace National Sport Centre, Londyn Widzów: 500 Sędzia: Evers, Kums |

| 31 marca 201019:30 | Austria | 24:27(14:12) | Francja | Sporthalle Hollgasse, Wiedeń Sędzia: Mishchuk, Rozhkov |
| 31 marca 201019:30 |         | 24:27(14:12) |         | Sporthalle Hollgasse, Wiedeń Sędzia: Mishchuk, Rozhkov |

| 3 kwietnia 201014:00 | Islandia | 40:20(23:9) | Wielka Brytania | Laugardalshöllin, Reykjavík Widzów: 300 Sędzia: Brehmer, Skowronek |
| 3 kwietnia 201014:00 |          | 40:20(23:9) |                 | Laugardalshöllin, Reykjavík Widzów: 300 Sędzia: Brehmer, Skowronek |

| 4 kwietnia 201016:45 | Francja | 30:22(16:9) | Austria | Palais des sports, Pau Widzów: 5500 Sędzia: Mitrunen, Sundell |
| 4 kwietnia 201016:45 |         | 30:22(16:9) |         | Palais des sports, Pau Widzów: 5500 Sędzia: Mitrunen, Sundell |

| 26 maja 201019:00 | Wielka Brytania | 17:23(8:10) | Austria | Kelvin Hall International Sports Arena, Glasgow Widzów: 500 Sędzia: Bonifert, Oláh |
| 26 maja 201019:00 |                 | 17:23(8:10) |         | Kelvin Hall International Sports Arena, Glasgow Widzów: 500 Sędzia: Bonifert, Oláh |

| 26 maja 201020:15 | Islandia | 24:27(11:13) | Francja | Laugardalshöllin, Reykjavík Sędzia: Stenrand, Kærlund Birch |
| 26 maja 201020:15 |          | 24:27(11:13) |         | Laugardalshöllin, Reykjavík Sędzia: Stenrand, Kærlund Birch |

| 29 maja 201020:22 | Austria | 26:23(12:12) | Islandia | Sportzentrum Alte Au, Stockerau Widzów: 900 Sędzia: Sivak, Dvorsky |
| 29 maja 201020:22 |         | 26:23(12:12) |          | Sportzentrum Alte Au, Stockerau Widzów: 900 Sędzia: Sivak, Dvorsky |

| 30 maja 201015:00 | Francja | 34:15(16:8) | Wielka Brytania | Palais des Sports Saint Sauveur, Lille Widzów: 1300 Sędzia: Christidi, Papamattheou |
| 30 maja 201015:00 |         | 34:15(16:8) |                 | Palais des Sports Saint Sauveur, Lille Widzów: 1300 Sędzia: Christidi, Papamattheou |

### Grupa 4
| 14 października 200918:30 | Białoruś | 32:23(16:7) | Włochy | Sport Complex Olympiets, Mohylew Widzów: 1300 Sędzia: Hascik, Otapka |
| 14 października 200918:30 |          | 32:23(16:7) |        | Sport Complex Olympiets, Mohylew Widzów: 1300 Sędzia: Hascik, Otapka |

| 14 października 200919:30 | Niemcy | 27:17(10:10) | Słowenia | Rittal-Arena, Wetzlar Widzów: 2000 Sędzia: Raluy, Sabroso |
| 14 października 200919:30 |        | 27:17(10:10) |          | Rittal-Arena, Wetzlar Widzów: 2000 Sędzia: Raluy, Sabroso |

| 17 października 200918:15 | Słowenia | 30:21(17:10) | Białoruś | Športna dvorana Kodeljevo, Lublana Widzów: 600 Sędzia: Opava, Válek |
| 17 października 200918:15 |          | 30:21(17:10) |          | Športna dvorana Kodeljevo, Lublana Widzów: 600 Sędzia: Opava, Válek |

| 18 października 200912:00 | Włochy | 19:33(8:18) | Niemcy | PalaGeTur, Lignano Sabbiadoro Widzów: 300 Sędzia: Rakytina, Tkachuk |
| 18 października 200912:00 |        | 19:33(8:18) |        | PalaGeTur, Lignano Sabbiadoro Widzów: 300 Sędzia: Rakytina, Tkachuk |

| 31 marca 201018:00 | Białoruś | 26:30(15:16) | Niemcy | Sport Complex Olympiets, Mohylew Widzów: 1900 Sędzia: Stenrand, Kærlund Birch |
| 31 marca 201018:00 |          | 26:30(15:16) |        | Sport Complex Olympiets, Mohylew Widzów: 1900 Sędzia: Stenrand, Kærlund Birch |

| 1 kwietnia 201020:00 | Włochy | 26:28(14:16) | Słowenia | Palazzetto Comunale Francesco Tacca, Cassano Magnago Widzów: 600 Sędzia: Constantinou, Mouttas |
| 1 kwietnia 201020:00 |        | 26:28(14:16) |          | Palazzetto Comunale Francesco Tacca, Cassano Magnago Widzów: 600 Sędzia: Constantinou, Mouttas |

| 4 kwietnia 201016:00 | Niemcy | 35:24(15:11) | Białoruś | Anhalt-Arena, Dessau-Roßlau Widzów: 2100 Sędzia: C. Bonaventura, J. Bonaventura |
| 4 kwietnia 201016:00 |        | 35:24(15:11) |          | Anhalt-Arena, Dessau-Roßlau Widzów: 2100 Sędzia: C. Bonaventura, J. Bonaventura |

| 4 kwietnia 201017:00 | Słowenia | 34:22(17:7) | Włochy | Športna dvorana Bonifika, Koper Widzów: 1500 Sędzia: Kaveshnikov, Plotnikov |
| 4 kwietnia 201017:00 |          | 34:22(17:7) |        | Športna dvorana Bonifika, Koper Widzów: 1500 Sędzia: Kaveshnikov, Plotnikov |

| 26 maja 201018:15 | Włochy | 28:32(12:16) | Białoruś | Palazzetto Comunale Francesco Tacca, Cassano Magnago Widzów: 600 Sędzia: I. Kostov, M. Kostov |
| 26 maja 201018:15 |        | 28:32(12:16) |          | Palazzetto Comunale Francesco Tacca, Cassano Magnago Widzów: 600 Sędzia: I. Kostov, M. Kostov |

| 26 maja 201020:00 | Słowenia | 24:35(11:19) | Niemcy | Športna dvorana Leona Štuklja, Novo mesto Widzów: 1500 Sędzia: Horváth, Márton |
| 26 maja 201020:00 |          | 24:35(11:19) |        | Športna dvorana Leona Štuklja, Novo mesto Widzów: 1500 Sędzia: Horváth, Márton |

| 30 maja 201016:00 | Niemcy | 45:19(20:9) | Włochy | Freudenstädter Stadion-Halle, Freudenstadt Widzów: 800 Sędzia: Skruzny, Kavulic |
| 30 maja 201016:00 |        | 45:19(20:9) |        | Freudenstädter Stadion-Halle, Freudenstadt Widzów: 800 Sędzia: Skruzny, Kavulic |

| 30 maja 201016:00 | Białoruś | 31:30(16:16) | Słowenia | Sport Complex Olympiets, Mohylew Widzów: 1200 Sędzia: Baranowski, Lemanowicz |
| 30 maja 201016:00 |          | 31:30(16:16) |          | Sport Complex Olympiets, Mohylew Widzów: 1200 Sędzia: Baranowski, Lemanowicz |

### Grupa 5
| 14 października 200918:00 | Serbia | 45:18(25:10) | Grecja | Kristalna dvorana, Zrenjanin Widzów: 1500 Sędzia: Bonifert, Oláh |
| 14 października 200918:00 |        | 45:18(25:10) |        | Kristalna dvorana, Zrenjanin Widzów: 1500 Sędzia: Bonifert, Oláh |

| 14 października 200919:00 | Hiszpania | 30:26(16:15) | Turcja | Palacio de Deportes, Santander Widzów: 2500 Sędzia: Nielsen, Lorentzen |
| 14 października 200919:00 |           | 30:26(16:15) |        | Palacio de Deportes, Santander Widzów: 2500 Sędzia: Nielsen, Lorentzen |

| 18 października 200916:00 | Grecja | 14:32(8:13) | Hiszpania | PEAK Olympionikis D.Tofalos, Patras Widzów: 600 Sędzia: Pandžić, Šatordžija |
| 18 października 200916:00 |        | 14:32(8:13) |           | PEAK Olympionikis D.Tofalos, Patras Widzów: 600 Sędzia: Pandžić, Šatordžija |

| 18 października 200917:00 | Turcja | 30:32(14:17) | Serbia | Muratpaşa Spor ve Sergi Salonu, Antalya Widzów: 900 Sędzia: Badura, Ondogrecula |
| 18 października 200917:00 |        | 30:32(14:17) |        | Muratpaşa Spor ve Sergi Salonu, Antalya Widzów: 900 Sędzia: Badura, Ondogrecula |

| 31 marca 201016:00 | Grecja | 14:27(9:13) | Turcja | Alexandreio Melathron, Saloniki Widzów: 400 Sędzia: Kouz, Zhoba |
| 31 marca 201016:00 |        | 14:27(9:13) |        | Alexandreio Melathron, Saloniki Widzów: 400 Sędzia: Kouz, Zhoba |

| 31 marca 201018:00 | Serbia | 20:21(10:12) | Hiszpania | SRC Kraljevica, Zaječar Widzów: 2300 Sędzia: Mažeika, Gatelis |
| 31 marca 201018:00 |        | 20:21(10:12) |           | SRC Kraljevica, Zaječar Widzów: 2300 Sędzia: Mažeika, Gatelis |

| 3 kwietnia 201019:00 | Turcja | 30:22(17:13) | Grecja | Celal Atik Spor Salonu, Izmir Widzów: 1200 Sędzia: Repenšek, Požežnik |
| 3 kwietnia 201019:00 |        | 30:22(17:13) |        | Celal Atik Spor Salonu, Izmir Widzów: 1200 Sędzia: Repenšek, Požežnik |

| 4 kwietnia 201013:00 | Hiszpania | 29:25(15:12) | Serbia | Polideportivo Tierra Estella-Lizarrerria, Estella Widzów: 2400 Sędzia: Andersen, Sødal |
| 4 kwietnia 201013:00 |           | 29:25(15:12) |        | Polideportivo Tierra Estella-Lizarrerria, Estella Widzów: 2400 Sędzia: Andersen, Sødal |

| 26 maja 201011:00 | Grecja | 17:29(8:14) | Serbia | PEAK Olympionikis D.Tofalos, Patras Widzów: 300 Sędzia: Riga, Thomassen |
| 26 maja 201011:00 |        | 17:29(8:14) |        | PEAK Olympionikis D.Tofalos, Patras Widzów: 300 Sędzia: Riga, Thomassen |

| 27 maja 201019:00 | Turcja | 27:30(14:12) | Hiszpania | Edip Burhan Spor Salonu, Mersin Widzów: 700 Sędzia: Buy, Pichon |
| 27 maja 201019:00 |        | 27:30(14:12) |           | Edip Burhan Spor Salonu, Mersin Widzów: 700 Sędzia: Buy, Pichon |

| 30 maja 201011:00 | Hiszpania | 39:16(16:5) | Grecja | Palacio de los Deportes, Utebo Widzów: 1100 Sędzia: Santos, Fonseca |
| 30 maja 201011:00 |           | 39:16(16:5) |        | Palacio de los Deportes, Utebo Widzów: 1100 Sędzia: Santos, Fonseca |

| 30 maja 201020:00 | Serbia | 28:27(15:15) | Turcja | Dvorana Smederevo, Smederevo Widzów: 2500 Sędzia: Håkansson, Nilsson |
| 30 maja 201020:00 |        | 28:27(15:15) |        | Dvorana Smederevo, Smederevo Widzów: 2500 Sędzia: Håkansson, Nilsson |

### Grupa 6
| 14 października 200917:00 | Rosja | 33:26(16:14) | Słowacja | Olimpijskij, Czechow Widzów: 1000 Sędzia: Chaskis, Tsakonas |
| 14 października 200917:00 |       | 33:26(16:14) |          | Olimpijskij, Czechow Widzów: 1000 Sędzia: Chaskis, Tsakonas |

| 14 października 200920:00 | Polska | 21:31(10:14) | Czarnogóra | Hala Sportowo-Widowiskowa „Globus”, Lublin Widzów: 1800 Sędzia: Stenrand, Kærlund Birch |
| 14 października 200920:00 |        | 21:31(10:14) |            | Hala Sportowo-Widowiskowa „Globus”, Lublin Widzów: 1800 Sędzia: Stenrand, Kærlund Birch |

| 17 października 200917:30 | Czarnogóra | 28:28(19:16) | Rosja | Sportski centar Morača, Podgorica Widzów: 4000 Sędzia: Canbro, Claesson |
| 17 października 200917:30 |            | 28:28(19:16) |       | Sportski centar Morača, Podgorica Widzów: 4000 Sędzia: Canbro, Claesson |

| 18 października 200911:00 | Słowacja | 32:28(16:14) | Polska | Športová hala, Hlohovec Widzów: 1200 Sędzia: Jurinović, Mrvica |
| 18 października 200911:00 |          | 32:28(16:14) |        | Športová hala, Hlohovec Widzów: 1200 Sędzia: Jurinović, Mrvica |

| 31 marca 201018:00 | Polska | 26:35(15:15) | Rosja | Hala Sportowa MORiS, Chorzów Widzów: 1200 Sędzia: Aliyev, Aghakishiyev |
| 31 marca 201018:00 |        | 26:35(15:15) |       | Hala Sportowa MORiS, Chorzów Widzów: 1200 Sędzia: Aliyev, Aghakishiyev |

| 31 marca 201018:00 | Czarnogóra | 39:24(18:12) | Słowacja | Sportski centar Ada, Pljevlja Widzów: 2500 Sędzia: Cohen, Peretz |
| 31 marca 201018:00 |            | 39:24(18:12) |          | Sportski centar Ada, Pljevlja Widzów: 2500 Sędzia: Cohen, Peretz |

| 4 kwietnia 201011:00 | Słowacja | 27:32(11:17) | Czarnogóra | Športová hala, Hlohovec Widzów: 500 Sędzia: C. Kékes, P. Kékes |
| 4 kwietnia 201011:00 |          | 27:32(11:17) |            | Športová hala, Hlohovec Widzów: 500 Sędzia: C. Kékes, P. Kékes |

| 4 kwietnia 201017:00 | Rosja | 35:20(17:11) | Polska | Olimpijskij, Czechow Widzów: 1000 Sędzia: Erdoğan, Özdeniz |
| 4 kwietnia 201017:00 |       | 35:20(17:11) |        | Olimpijskij, Czechow Widzów: 1000 Sędzia: Erdoğan, Özdeniz |

| 26 maja 201018:00 | Słowacja | 24:37(10:17) | Rosja | Športová hala, Hlohovec Widzów: 1000 Sędzia: Johansson, Kliko |
| 26 maja 201018:00 |          | 24:37(10:17) |       | Športová hala, Hlohovec Widzów: 1000 Sędzia: Johansson, Kliko |

| 26 maja 201020:00 | Czarnogóra | 35:32(17:15) | Polska | Sportski centar Ada, Pljevlja Sędzia: Mishchuk, Rozhkov |
| 26 maja 201020:00 |            | 35:32(17:15) |        | Sportski centar Ada, Pljevlja Sędzia: Mishchuk, Rozhkov |

| 30 maja 201017:00 | Rosja | 28:31(13:16) | Czarnogóra | Olimpijskij, Czechow Widzów: 500 Sędzia: Hansen, Pettersen |
| 30 maja 201017:00 |       | 28:31(13:16) |            | Olimpijskij, Czechow Widzów: 500 Sędzia: Hansen, Pettersen |

| 30 maja 201017:30 | Polska | 24:23(11:13) | Słowacja | Hala Sportowa „Relax”, Piotrków Trybunalski Widzów: 700 Sędzia: Rutkovskis, Dzērve |
| 30 maja 201017:30 |        | 24:23(11:13) |          | Hala Sportowa „Relax”, Piotrków Trybunalski Widzów: 700 Sędzia: Rutkovskis, Dzērve |

### Grupa 7
| 14 października 200920:30 | Macedonia Północna | 32:24(17:10) | Litwa | SRC Kale, Skopje Widzów: 1600 Sędzia: I. Covalciuc, A. Covalciuc |
| 14 października 200920:30 |                    | 32:24(17:10) |       | SRC Kale, Skopje Widzów: 1600 Sędzia: I. Covalciuc, A. Covalciuc |

| 15 października 200918:00 | Chorwacja | 32:23(19:11) | Holandia | Dvorana Mladosti, Rijeka Widzów: 1500 Sędzia: Stoļarovs, Līcis |
| 15 października 200918:00 |           | 32:23(19:11) |          | Dvorana Mladosti, Rijeka Widzów: 1500 Sędzia: Stoļarovs, Līcis |

| 18 października 200915:00 | Holandia | 20:20(15:8) | Macedonia Północna | Topsportcentrum Rotterdam, Rotterdam Widzów: 1800 Sędzia: Leandersson, Lindroos |
| 18 października 200915:00 |          | 20:20(15:8) |                    | Topsportcentrum Rotterdam, Rotterdam Widzów: 1800 Sędzia: Leandersson, Lindroos |

| 18 października 200917:00 | Litwa | 24:42(13:20) | Chorwacja | Panevėžio rankinio centras. Poniewież Widzów: 300 Sędzia: Guseva, Vartanyan |
| 18 października 200917:00 |       | 24:42(13:20) |           | Panevėžio rankinio centras. Poniewież Widzów: 300 Sędzia: Guseva, Vartanyan |

| 31 marca 201018:00 | Macedonia Północna | 21:26(12:13) | Chorwacja | SRC Kale, Skopje Widzów: 1700 Sędzia: Veber, Pangerc |
| 31 marca 201018:00 |                    | 21:26(12:13) |           | SRC Kale, Skopje Widzów: 1700 Sędzia: Veber, Pangerc |

| 31 marca 201019:00 | Litwa | 22:31(12:15) | Holandia | Kauno sporto halė, Kowno Widzów: 700 Sędzia: Hajek, Macho |
| 31 marca 201019:00 |       | 22:31(12:15) |          | Kauno sporto halė, Kowno Widzów: 700 Sędzia: Hajek, Macho |

| 3 kwietnia 201018:00 | Chorwacja | 36:23(18:10) | Macedonia Północna | Graditeljska škola, Čakovec Widzów: 1500 Sędzia: Pandžić, Šatordžija |
| 3 kwietnia 201018:00 |           | 36:23(18:10) |                    | Graditeljska škola, Čakovec Widzów: 1500 Sędzia: Pandžić, Šatordžija |

| 4 kwietnia 201014:00 | Holandia | 34:20(17:9) | Litwa | Topsportcentrum, Almere Widzów: 1600 Sędzia: Sirbu, Suponicov |
| 4 kwietnia 201014:00 |          | 34:20(17:9) |       | Topsportcentrum, Almere Widzów: 1600 Sędzia: Sirbu, Suponicov |

| 26 maja 201019:00 | Litwa | 19:33(9:18) | Macedonia Północna | Kauno sporto halė, Kowno Widzów: 300 Sędzia: Aliyev, Aghakishiyev |
| 26 maja 201019:00 |       | 19:33(9:18) |                    | Kauno sporto halė, Kowno Widzów: 300 Sędzia: Aliyev, Aghakishiyev |

| 26 maja 201020:00 | Holandia | 25:24(9:14) | Chorwacja | Topsportcentrum Rotterdam, Rotterdam Widzów: 900 Sędzia: Kouz, Zhoba |
| 26 maja 201020:00 |          | 25:24(9:14) |           | Topsportcentrum Rotterdam, Rotterdam Widzów: 900 Sędzia: Kouz, Zhoba |

| 29 maja 201014:15 | Chorwacja | 31:22(15:6) | Litwa | NŠD Beli Manastir, Beli Manastir Widzów: 1100 Sędzia: Hintenaus, Schneider |
| 29 maja 201014:15 |           | 31:22(15:6) |       | NŠD Beli Manastir, Beli Manastir Widzów: 1100 Sędzia: Hintenaus, Schneider |

| 30 maja 201017:50 | Macedonia Północna | 28:28(12:14) | Holandia | SRC Kale, Skopje Widzów: 1700 Sędzia: Nybo, Poulsen |
| 30 maja 201017:50 |                    | 28:28(12:14) |          | SRC Kale, Skopje Widzów: 1700 Sędzia: Nybo, Poulsen |